# Транспорт в Нигерии

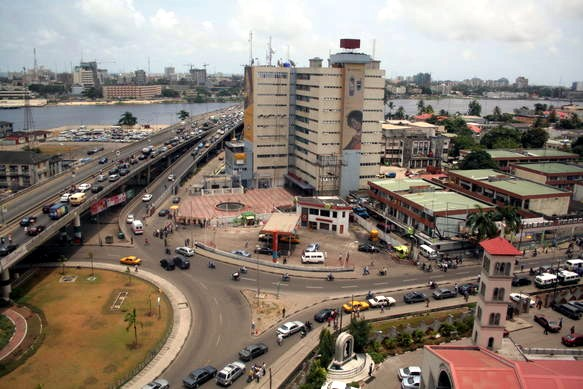
Дорожное движение в Лагосе.

Тра́нспорт в Нигерии (англ. Transport in Nigeria) — обширная и разнообразная система средств, предназначенная для перевозок пассажиров и грузов в Нигерии. Транспортная инфраструктура страны находится в удовлетворительном состоянии.

## Железнодорожный транспорт

Сеть железных дорог Нигерии

Первая железнодорожная линия небольшой протяжённости была построена в 1895—1898 гг. между Лагосом и Абеокутой. К 1909 году она достигла реки Нигер около Джеббы, а после сооружения моста в 1916 году строительство железной дороги продвинулось на север, и в 1930 году она достигла Нгуру. Основная сеть железных дорог к востоку от реки Нигер была создана в 1916 — 1924 гг., в 1928 году железная дорога пришла в Лагос. Восточная ветвь завершена в 1964 году.
Общая протяжённость железных дорог 3798 км (2014), в том числе: 
европейская колея (1435 мм) — 293 км (2014),  
капская колея (1067 мм) — 3505 км (2014 год). По состоянию на конец 2018 года в Нигерии эксплуатировалось всего шесть локомотивов, которые в основном использовались для обслуживания пассажиров; большинство железнодорожных линий находятся в тяжелом аварийном состоянии и нуждаются в замене. 
Место страны в мире: 47-е.
Сеть железных дорог состоит из двух магистралей, которые связывают порты побережья Гвинейского залива с глубинными районами страны на севере страны: Западной (Лагос – Ибадан – Минна – Кадуна, с выходом на Зариа, Кано и Нгуру) и Восточной (Порт-Харкорт – Энугу – Макурди – Джос – Майдугури), соединённых веткой Кадуна – Кафанчан.
Разработаны планы строительства около 8 тысяч километров линий европейской колеи, которые должны соединить ряд крупнейших городов Нигерии. В январе 2018 года открыт участок европейской колеи длиной 186 километров Кадуна — Абуджа. Строительство вела китайская корпорация China Civil Engineering Construction Corporation. Стоимость строительства участка 876 млн долларов США, общая стоимость контракта — 8,3 млрд долларов. Финансировал строительство Эксим банк Китая.
В 1987 году при Ибрагиме Бабангида началось строительство железной дороги Итакпе — Варри длиной 320 километров. Железная дорога предназначалась для обеспечения поставок железной руды месторождения Итакпе-Хилл на металлургический завод в Аджаокуте и поставки стали на международный рынок через порт Варри. Строительство было брошено после постройки 254 километров. В 1999 году правительство Нигерии решило достроить железную дорогу. В июле 2018 года железная дорога была достроена и стала второй линией европейской колеи в стране после железной дороги Абуджа — Кадуна, сданной в январе 2018 года. Линию запланировано соединить с Центральной магистралью железнодорожной сети через Абуджу. Линия проходит через Адого (Adogo), Аджаокуту, Уроми, Игбанке, Агбор и Абраку. По состоянию на 2018 год все 12 станций дороги находятся в стадии строительства. Поддерживать работу железной дороги будут 1000 наёмных работников.

## Автомобильные дороги

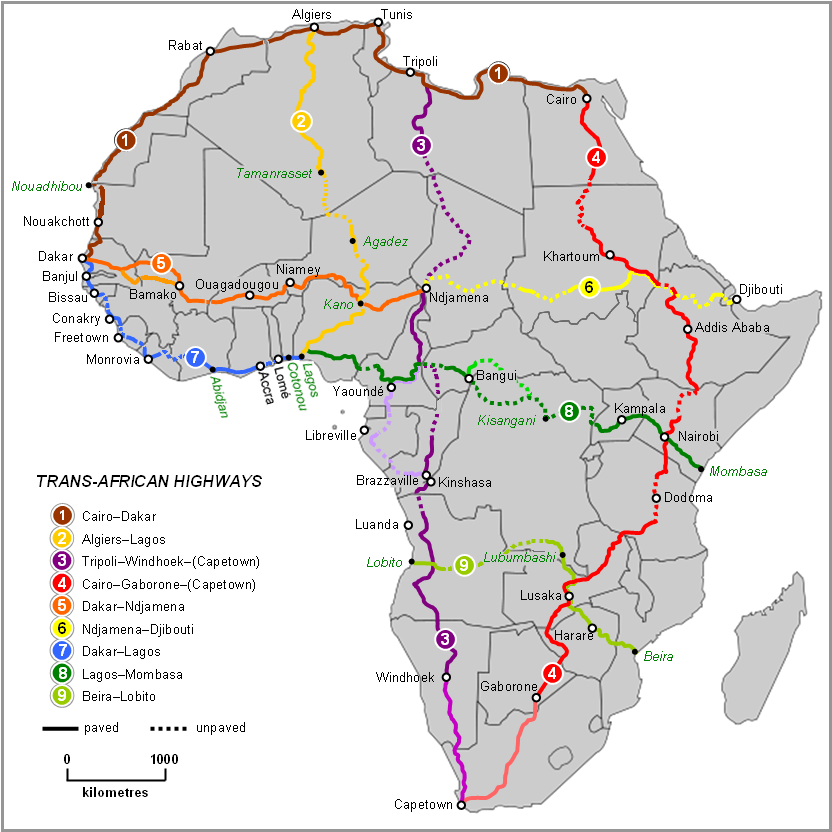

Через Нигерию проходит четыре трансафриканских автомобильных маршрута:
- Транссахарское шоссе
- Транссахельское шоссе
- Западноафриканское береговое шоссе[англ.]
- Шоссе Лагос-Момбаса

Общая протяжённость автомобильных дорог: 195 000 км (2017), в том числе:  
дорог с усовершенствованным покрытием — 60 000 км (2017), 
грунтовых дорог — 135 000 км (2017). 
Место страны в мире: 29-е.

## Водный транспорт
Длина водных путей составляет 8600 км (Нигер, Бенуэ, а также мелкие реки и ручьи). Место страны в мире: 15-е.

## Авиационный транспорт

### Национальная авиатранспортная система
Зарегистрированных авиаперевозчиков — 16, воздушных судов — 73, годовой пассажиропоток — 3 223 459 человек, годовой грузопоток 22 400 657 тоннокилометров (2015).

### Аэропорты
Всего аэропортов: 54 (2013).
Место страны в мире: 88-е.

### Аэропорты с асфальтированным покрытием взлетно-посадочных полос
Всего аэропортов: 40 (2017),
в том числе, со взлетно-посадочными полосами свыше 3047 метров: 10,
от 2438 до 3047 м: 12,
от 1524 до 2437 м: 9,
от 914 до 1523 м: 6,
до 914 м: 3 (2017).

### Аэропорты с грунтовыми взлетно-посадочными полосами
Всего аэропортов: 14 (2013),
в том числе, со взлетно-посадочными полосами от 1524 до 2437 м: 2,
от 914 до 1523 м: 9,
до 914 м: 3 (2013).

### Вертодромы
Всего: 5 (2013).

### Чиньере Калу
Чиньере Калу стала первой в истории Нигерии женщиной-пилотом самолёта.

## Трубопроводы
Длина трубопроводов: конденсата — 124 км, газопровода — 4045 км, сжиженного нефтяного газа — 164 км, нефтепроводов — 4441 км, нефтепродуктов 3940 км (2013).

## Торговый флот
Всего судов: 576, в том числе 
по типам: грузовые  — 14, нефтяные танкеры — 90, прочие — 472 (2018). 
Место страны в мире: 36-е.

## Порты и терминалы
Крупный морской порты: Бонни, Калабар, Лагос. Экспортный СПГ-терминал в Бонни.

## Прочая информация
Согласно отчётам Международного морского бюро — в территориальных и морских водах Нигерии, в дельте реки Нигер и в Гвинейском заливе, существует высокий риск вооружённого нападения пиратов на торговые суда. В 2010 году 19 торговых судов подверглись нападению со стороны пиратов в непосредственной близости от порта Лагос (экипажи судов были ограблены и избиты).